# Емполі (футбольний клуб)
Футбольний клуб «Емполі» (італ. L'Empoli Football Club) — професійний італійський футбольний клуб з однойменного міста, розташованого в регіоні Тоскана.
Наразі виступає у першому дивізіоні Італії з футболу, Серії А. В сезоні 2022/23 посів чотирнадцяту сходинку у Серії А. Найвище досягнення у чемпіонаті — сьоме місце у Серії A в сезоні 2006-07.

## Історія
Клуб було засновано 1920 року, довгий час виступав у регіональних змаганнях та нижчих національних лігах. У другій половині 1940-х провів декілька сезонів у Серії B, після чого знову понизився у класі до Серії C. Протягом наступних десятиріч команда клубу змагалася у третьому та четвертому за ієрархією дивізіонах італійського чемпіонату.
Піднесення клубу до еліти італійського футболу розпочалося в середині 1980-х, коли команда спочатку повернулася до Серії B, а в сезоні 1986-87 дебютувала у змаганнях найвищого дивізіону національної першості, Серії A. Того разу перебування в еліті італійського чемпіонату тривало лише 2 сезони, після чого команда вибула до Серії B, а ще за рік опинилася у третій за силою Серії C1. Наступного покращання турнірних результатів клубу його вболівальникам довелося чекати сім сезонів. Цього разу піднесення клубу до Серії A було настільки ж стрімким, як й попереднє падіння, — шлях від Серії C1 до Серії A команда, очолювана на той час тренером-початківцем Лучано Спаллетті, подолала за два роки. В сезоні 1997-98 «Емполі» досяг 12 місця в Серії A, однак вже за результатами наступного сезону повернувся до Серії B, фінішувавши в турнірі Серії A останнім та набравши лише 20 очок у 34 матчах чемпіонату.
Надалі клуб з Емполі вже не опускався нижче Серії B, декілька разів підвищувався в класі до Серії A, в якій, втім, закріпитися довше, ніж на три сезони не вдавалося. Найуспішнішим було повернення до елітного дивізіону в середині 2000-х, коли команда відразу зайняла восьме місце в сезоні 2005-06, а ще за рік фінішувала сьомою, уперше в своїй історії здобувши право виступів в єврокубках. Втім вже сезон 2007-08 виявився для команди провальним — дебютний виступ в розіграші Кубка УЄФА завершився вже на першому ж етапі поразкою від швейцарського «Цюриха», а у внутрішній першості «Емполі» зайняв 18-те місце, що не дозволило йому зберегти за собою місце в Серії A.

## Основний склад
Станом на 31 грудня 2024

| №  | Поз. | Нац.          | Гравець                                  |
| -- | ---- | ------------- | ---------------------------------------- |
| 1  | ВР   | Італія        | Марко Сільвестрі                         |
| 2  | ЗХ   | Грузія        | Саба Гоглічидзе                          |
| 3  | ЗХ   | Італія        | Джузеппе Пеццелла                        |
| 5  | ПЗ   | Італія        | Альберто Грассі                          |
| 6  | ПЗ   | Шотландія     | Ліам Гендерсон                           |
| 7  | ЗХ   | Франція       | Жуніор Самбія (в оренді з «Салернітана») |
| 8  | ПЗ   | Англія        | Тіно Анджорін                            |
| 9  | НП   | Італія        | П'єтро Пеллегрі                          |
| 10 | ПЗ   | Італія        | Якопо Фаццині                            |
| 11 | НП   | Гана          | Еммануель Гьясі                          |
| 12 | ВР   | Італія        | Якопо Сегетті                            |
| 13 | ЗХ   | Нова Зеландія | Ліберато Какаче                          |
| 15 | ЗХ   | Грузія        | Саба Сазонов (в оренді з «Торіно»)       |

| №  | Поз. | Нац.        | Гравець                                   |
| -- | ---- | ----------- | ----------------------------------------- |
| 17 | НП   | Норвегія    | Ула Сульбаккен (в оренді з «Роми»)        |
| 18 | НП   | Кот-д'Івуар | Крістіан Куаме (в оренді з «Фіорентіна»)  |
| 21 | ЗХ   | Італія      | Маттіа Віті (в оренді з «Ніцци»)          |
| 22 | ЗХ   | Італія      | Маттіа Де Шильйо                          |
| 23 | ВР   | Колумбія    | Девіс Васкес (в оренді з «Мілана»)        |
| 24 | ЗХ   | Нігерія     | Тайронн Ебуехі                            |
| 27 | ПЗ   | Польща      | Шимон Журковський (в оренді зі «Спеції»)  |
| 29 | НП   | Італія      | Лоренцо Коломбо (в оренді з «Мілана»)     |
| 32 | ПЗ   | Швейцарія   | Ніколас Гаас                              |
| 34 | ЗХ   | Албанія     | Адріан Ісмайлі                            |
| 93 | ПЗ   | Марокко     | Юссеф Малех (в оренді з «Лечче»)          |
| 98 | ВР   | Італія      | Федеріко Бранколіні                       |
| 99 | НП   | Італія      | Себастьяно Еспозіто (в оренді з «Інтера») |

## Відомі гравці
- Марк Брешіано
- Марко Боррієлло
- Златко Дедіч
- Антоніо Ді Натале
- Вінченцо Монтелла
- Томмазо Роккі
- Лучано Спаллетті
- Лука Тоні